# 다테 미치히사
다테 미치히사(일본어: 伊達 倫央, 1966년 8월 22일 ~ )는 일본의 전 축구 선수이다.

## 구단 경력
1989년 일본 사커 리그의 야마하 발동기(주빌로 이와타)에 입단했다. 1993년 재팬 풋볼 리그 준우승으로 J1리그로 승격했다. 1994년까지 106경기에 출전하여, 2득점을 넣었다. 1995년 가시와 레이솔로 이적했다. 1997년후 현역 은퇴.